# Levano
Il levano è un fruttano formato da unità D-fruttofuranosio unite da legami β-2,6. In relazione al numero di monomeri che concorrono a formare l'intera struttura molecolare, si passa dal levano più semplice, formato da tre catene di fruttosio e avente formula molecolare C18H32O16, a una serie di molecole via via più complesse. 
Il levano, oltre a essere utilizzato come additivo alimentare, ha anche dimostrato attività antineoplastica.

## Origine e struttura
Solitamente i levani sono fruttani di origine batterica che presentano ramificazioni e anche qualche legame β-2,1 con il fruttosio. I batteri in grado di produrre il levano devono possedere l'enzima levansucrasi, che è in grado di catalizzare il trasferimento di residui D-fruttosidici. Esempi di tali batteri sono Streptococcus salivarius, Streptococcus mutans, e batteri del genere Leuconostoc.
Con il termine fleina si è soliti indicare i levani di origine vegetale, i quali presentano prevalentemente una struttura lineare.